# 理加
理加（Dijka、Dijcka、Dicka、Dycha，？—1650年）是台灣原住民西拉雅族新港社長老，荷蘭統治時代1627年，帶領15名新港人跟隨朱印船船長濱田彌兵衛前往日本，晉見德川幕府三代將軍德川家光和大御所秀忠。

## 略歷
1627年，日荷間發生貿易摩擦，當時濱田彌兵衛知悉新港社原住民對荷蘭心生不滿，因此在同年帶領該社的理加等16名原住民回到日本，向長崎代官末次平藏控訴荷蘭人壓迫，並將16名原住民以「高山國使節團」的名義晉見幕府將軍德川家光，獻上台灣主權，以圖削弱東印度公司對日商徵稅的合法性。
1627年7月下旬，理加等16人跟隨濱田彌兵衛從台灣出發。8月上旬，抵達長崎。11月上旬，從平戶出發，前往江戶。12月上旬，抵達江戶。根據金地院崇傳『異國日記』寬永4年11月5日條（1627年12月12日）記載「多加佐古之理加兩上樣ヘ御礼申上ル」，紀錄理加晉見三代將軍家光和大御所秀忠，獻上虎皮、毛氈、孔雀尾之事。第三任台灣長官彼得·奴易茲和上級商務員穆瑟（Pieter Muijser）的「參府日記」記載，理加拜領將軍的下賜品。1628年2月上旬，離開江戶赴長崎。根據「東印度事務報告」，理加一行在4月上旬抵達台灣，旋即遭到逮捕、監禁，下賜品遭到沒收。濱田則被拘留，7月3日，爆發濱田彌兵衛事件。7月上旬，理加在事件發生後獲釋，之後動向不明。
1636年9月，荷蘭人派遣理加及一名漢人和塔加里揚社交涉，似乎再度獲得荷蘭人的信任。1641年4月11日，作為新港社首席代表出席第一次地方會議，之後的1644～1648年間，年年作為新港社首席代表出席地方會議。1650年地方會議北部集會紀錄記載「新港長老理加曾被日本封為台灣國王（Coninck van Formosa），最近過世」。